# Prosper Mérimée
Prosper Mérimée, född 28 september 1803 i Paris, död 23 september 1870 i Cannes, var en fransk författare.

## Biografi
Prosper Mérimée var verksam som ämbetsman och vetenskapsman, bland annat riksantikvarie. Han valdes in i Franska akademien 1844. Han lockades av det pittoreska och sällsamma men betraktade det romantiska stoffet på distans. Hans stil är enkel, knapp och precis, fri från schabloner. Hans noveller hade ofta färgstarka och exotiska motiv, som Colomba (1840), Carmen (1845) och Mateo Falcone (1829). Carmen (1845) blev sedermera till den berömda operan Carmen av Georges Bizet, som hade premiär i Paris 1875.
Mériées författarskap omfattar huvudsakligen skönlitteratur, kritik, historia, arkeologi och resebeskrivningar. Som skönlitterär författare står han på övergången mellan romantik och realism. Gemensamt med den förra riktningen har han det ofta historiska eller arkeologiska ämnesvalet samt förkärleken för exotiska scener, primitiva och barbariska seder och själstillstånd. Men framställningen är nykter och kyligt objektiv. Ämnenas lidelsefullhet och vildhet stå i skarp kontrast till det måttfulla och oberörda i behandlingen. Liksom Marie-Henri Beyle, som i mångt och mycket är hans lärare, är han skeptiker och ironiker till hela sitt väsen, döljer förnämt sitt eget inre och blir stundom nästan torr genom bristen på omedelbar känsla och lyrik. Han hör till de yppersta berättarna inom den franska novellen.